# Pedro Mateo Merino
Pedro Mateo Merino (Humanes de Mohernando, Guadalajara, 4 de desembre de 1912 - Móstoles, Madrid, 19 de novembre de 2000) va ser un militar espanyol, que va arribar al grau de tinent coronel en l'Exèrcit Popular de la República durant la Guerra Civil Espanyola i al de coronel en la Unió Soviètica.

## Biografia
Fill de camperols, va aconseguir, no obstant això, formar-se a Madrid, on va estudiar la carrera de Ciències a la Universitat Central mancant l'últim curs, en produir-se el cop d'estat de juliol de 1936 que va donar lloc a la Guerra Civil.
L'abril de 1937 va passar a manar la 101a Brigada Mixta, una de les unitats de xoc de la 46a Divisió republicana. Al capdavant de la 101a Brigada Mixta va tenir un brillant paper durant les últimes fases de la batalla de Terol, arribant a fer-se càrrec de la comandància militar de Terol, ciutat que havia quedat envoltada per les tropes franquistes. Mateo Merino va dirigir la resistència republicana fins als últims moments abans de la caiguda de Terol, aconseguint evacuar de la ciutat part de la guarnició.
No obstant això, el seu paper més destacat en la guerra ho va tenir dins de l'Exèrcit de l'Ebre, on se'l va nomenar major de la 35a Divisió, integrada en el XV Cos d'Exèrcit al comandament de Manuel Tagüeña. La 35a Divisió estava formada per unitats de les Brigades Internacionals, concretament la XI, XIII i XV Brigada. Al comandament de la 35a Divisió en la batalla de l'Ebre, va ocupar la zona central de l'ofensiva republicana tal com estava dissenyada pel general Rojo, creuant l'Ebre amb dificultats pel transport de les barcasses. Finalment la divisió va creuar per Ascó al nord de Mora d'Ebre, desallotjant dos batallons fortificats de les tropes franquistes, ocupant La Fatarella i fent retrocedir a la 50a Divisió enemiga. Va arribar al lloc de les Camposines, prenent Corbera d'Ebre i els voltants de Gandesa. Va ser la divisió republicana que més va avançar en tota la batalla cap a l'interior del territori prèviament controlat per les forces franquistes. Després de passar un temps a la rereguarda recuperant-se (primera setmana d'agost de 1938), va tornar al front i va mantenir les seves posicions al voltant de Corbera fins a la quarta contraofensiva franquista, que l'obligà a desplaçar-se cap al nord i tornar a creuar l'Ebre a l'est de Faió, sent l'última unitat republicana a retirar-se.

### Període de l'exili
Pedro Mateo va haver de marxar a l'exili en finalitzar la guerra. Va iniciar un llarg recorregut que el va portar a França, Txecoslovàquia, Iugoslàvia, Unió Soviètica (URSS) i Cuba. Va ser en aquests dos últims països on més temps va residir, llicenciant-se a la URSS en Ciències Econòmiques. Va aconseguir el grau de coronel en la URSS i va treballar com a assessor per a les Forces Armades Revolucionàries de Cuba.
Va poder tornar a Espanya en la dècada de 1970.